# Pallacanestro agli Island Games 2015 - Torneo maschile
Il torneo di pallacanestro agli Island Games 2015, si è svolto dal 28 giugno al 3 luglio 2015, sull'isola di Jersey.
La competizione ha visto l'affermazione di Saaremaa.

## Prima Fase

### Gruppo A
| Squadra        | V - P | Pf - PS   | +/-  | Pts |
| -------------- | ----- | --------- | ---- | --- |
| Bermuda        | 4 - 0 | 298 - 164 | +134 | 8   |
| Guernsey       | 3 - 1 | 340 - 195 | +145 | 6   |
| Gotland        | 2 - 2 | 245 - 281 | -36  | 4   |
| Isola di Wight | 1 - 3 | 283 - 283 | 0    | 2   |
| Fær Øer        | 0 - 4 | 114 - 357 | -243 | 0   |

| Jersey 28 giugno 2015 | Bermuda | 67 – 54 | Guernsey |  |

| Jersey 28 giugno 2015 | Isola di Wight | 99 – 35 | Fær Øer |  |

| Jersey 29 giugno 2015 | Bermuda | 81 – 49 | Isola di Wight |  |

| Jersey 29 giugno 2015 | Guernsey | 85 – 49 | Gotland |  |

| Jersey 30 giugno 2015 | Gotland | 43 – 79 | Bermuda |  |

| Jersey 30 giugno 2015 | Fær Øer | 18 – 110 | Guernsey |  |

| Jersey 1 luglio 2015 | Bermuda | 71 – 18 | Fær Øer |  |

| Jersey 1 luglio 2015 | Isola di Wight | 74 – 76 | Gotland |  |

| Jersey 2 luglio 2015 | Guernsey | 91 – 61 | Isola di Wight |  |

| Jersey 2 luglio 2015 | Fær Øer | 43 – 77 | Gotland |  |

### Gruppo B
| Squadra      | V - P | Pf - Ps   | D    | Pts |
| ------------ | ----- | --------- | ---- | --- |
| Saaremaa     | 3 - 0 | 272 - 171 | +101 | 6   |
| Gibilterra   | 2 - 1 | 220 - 205 | +15  | 4   |
| Jersey       | 1 - 2 | 184 - 193 | -9   | 2   |
| Isola di Man | 0 - 3 | 164 - 271 | -107 | 0   |

| Jersey 28 giugno 2015 | Saaremaa | 84 – 64 | Gibilterra |  |

| Jersey 28 giugno 2015 | Isola di Man | 50 – 70 | Jersey |  |

| Jersey 29 giugno 2015 | Jersey | 59 – 77 | Saaremaa |  |

| Jersey 29 giugno 2015 | Gibilterra | 90 – 66 | Isola di Man |  |

| Jersey 1 luglio 2015 | Jersey | 55 – 66 | Gibilterra |  |

| Jersey 1 luglio 2015 | Saaremaa | 111 – 48 | Isola di Man |  |

## Seconda Fase
| Jersey 2 luglio 2015 | Jersey | 60 – 54 | Isola di Man |  |

### Finali
3º - 4º posto
| Jersey 3 luglio 2015 | Guernsey | 57 – 66 | Gibilterra |  |

1º - 2º posto
| Jersey 3 luglio 2015 | Bermuda | 69 – 80 | Saaremaa |  |

## Classifica
| Oro     | Saaremaa       |
| Argento | Bermuda        |
| Bronzo  | Gibilterra     |
| 4.      | Guernsey       |
| 5.      | Gotland        |
| 6.      | Isola di Wight |
| 7.      | Jersey         |
| 8.      | Isola di Man   |
| 9.      | Fær Øer        |

## Fonti
- IslandGames.net: 2015 basketball results (PDF) [collegamento interrotto], su islandgames.net.